# L'Informateur de Seine-et-Oise
 (juin 2016).
 (juin 2016).
L'Informateur de Seine-et-Oise est un journal d'annonces légales habilité pour la publication des annonces légales sur les départements des Yvelines et de l'Essonne. Le journal est aujourd'hui intégré à La Semaine de l'Île-de-France, qui regroupe, outre L'Informateur de Seine-et-Oise, Les Petites Affiches de Seine-et-Oise et Les Affiches versaillaises - SAV.

## Parution
Paraissant le mardi, il est diffusé par abonnement ou au numéro au siège du journal, 8 avenue de Sceaux à Versailles ou à la boutique des Affiches parisiennes, 15 rue du Louvre dans le 1er arrondissement de Paris.

## Contenu
Le journal La Semaine de l'Île-de-France publie non seulement les annonces légales des sociétés pour les deux départements où il est habilité, mais également la liste des ventes par adjudication aux tribunaux de grande instance d'Évry (Essonne) et de Versailles (Yvelines), des biens immobiliers dans ces deux départements. Les résultats de ces ventes sont publiés juste après chaque audience. Les tableaux constituent une aide essentielle pour les acquéreurs potentiels et les professionnels du secteur. 

## Historique
Créé en 1935, le journal s'appelle alors L'Informateur juridique de Seine-et-Oise. En octobre 1950, le journal entre dans le groupe Affiches parisiennes. Le 6 décembre 1951, le titre change pour devenir L'Informateur de Seine-et-Oise. 
Dans le dernier numéro de 1955, un encart de la une précise que la loi du 4 janvier 1955 oblige le journal à se regrouper avec d'autres journaux afin d'assurer une diffusion suffisante sur le plan départemental. Un GIE sans capital est alors constitué avec deux autres journaux et, à partir de janvier 1956, le journal paraît sous le titre Les Petites Affiches de Seine-et-Oise ; L'Informateur de Seine-et-Oise ; Les Affiches versaillaises et de Seine-et-Oise réunis. 
Nouveau changement de dénomination le 10 décembre 1964 : le titre devient La Semaine de l'Île-de-France, avec en sous-titre Les Petites Affiches de Seine-et-Oise ; L'Informateur de Seine-et-Oise ; Les Affiches versaillaises et de Seine-et-Oise. 
La Seine-et-Oise, département créé le 4 mars 1790 pendant la Révolution française, a été supprimé le 1er janvier 1968 pour constituer les départements des Yvelines, de l'Essonne et du Val-d'Oise. Malgré ce redécoupage de la région parisienne, L'Informateur de Seine-et-Oise a préféré garder son nom. En revanche, Les Affiches versaillaises et de Seine-et-Oise change de titre en mai 2002 pour devenir Les Affiches versaillaises – SAV.
Depuis sa création, le journal a vu son format se réduire progressivement. Du format initial 30×42, il est passé à 28×41 en janvier 1989 puis au format classique 21×29,7 en septembre 1999. La maquette a été plusieurs fois remaniée, la couleur faisant son apparition en janvier 1994.